# Parafia Najświętszego Serca Pana Jezusa w Przeczowie
Parafia Najświętszego Serca Pana Jezusa – rzymskokatolicka parafia w Przeczowie. Parafia należy do dekanatu Namysłów zachód w archidiecezji wrocławskiej.  

## Historia parafii
Parafia została erygowana w 1958 roku. Obsługiwana jest przez księży archidiecezjalnych.

## Proboszczowie
- ks. Andrzej Ilnicki (2017– 2023)[2].
- ks. Wojciech Oleksy  (2024 – nadal, w latach 2023-2024 administrator)

## Liczebność i zasięg parafii
Parafię zamieszkuje 1407 mieszkańców. Zasięgiem duszpasterskim obejmuje ona miejscowości:
- Krasowice,
- Lubska,
- Niwki,
- Radzieszyn,
- Smarchowice Śląskie.

### Inne kościoły i kaplice
- Kościół Matki Boskiej Częstochowskiej w Krasowicach,
- Kościół Podwyższenia Krzyża Świętego w Smarchowicach Śląskich,
- Kaplica Matki Bożej Królowej Polski w Lubskiej

### Szkoły i przedszkola
- Przedszkole Publiczne w Krasowicach,
- Przedszkole Publiczne w Smarchowice Śląskich.

## Cmentarze
- Cmentarz komunalny w Przeczowie,
- Cmentarz parafialny w Krasowicach,
- Cmentarz parafialny w Smarchowicach Śląskich[2].

## Parafialne księgi metrykalne
| Księgi metrykalne | Okres ewidencji |
| ----------------- | --------------- |
| chrztów           | 1958 -          |
| ślubów            | 1958 -          |
| zgonów            | 1958 -          |